# Drama League Award
Il Drama League Award è un'onorificenza statunitense che viene assegnata ai migliori spettacoli teatrali di prosa e musical rappresentati a Broadway e Off Broadway: l'assegnazione del premio è rivolta anche allo staff tecnico ed artistico degli spettacoli.

## Storia del premio
Il premio è stato creato nel 1935.

## Categorie
- Miglior produzione di un'opera teatrale (Outstanding Production of a Play)
- Miglior produzione di un musical (Outstanding Production of a Musical)
- Miglior revival di un'opera teatrale (Outstanding Revival of a Play)
- Miglior revival di un musical (Outstanding Revival of a Musical)
- Miglior performance (Distinguished Performance)
- Alla carriera nel teatro musicale (Distinguished Achievement in Musical Theatre)
- Alla carriera nel teatro (Unique Contribution to the Theatre)
- Miglior regia (The Founders Award for Excellence in Directing)